# Sitapur (district)
Sitapur is een district van de Indiase staat Uttar Pradesh. Het district telt 3.616.510 inwoners (2001) en heeft een oppervlakte van 5743 km².
Sitapur maakt deel uit van de divisie Lucknow. Het ligt direct ten noorden van de stad Lucknow en ten zuiden van Lakhimpur. De hoofdstad is het gelijknamige Sitapur. Andere plaatsen binnen het district zijn onder meer Laharpur, Biswan, Mahmudabad, Sidhauli en Maholi.
Het district Sitapur ligt ingeklemd tussen de rivieren de Gomti, die de westgrens markeert, en de Ghaghara, die langs de oostgrens stroomt. In het noordoosten mondt de Kali (of Sharda) in de Ghaghara uit. Door het hart van het district meandert de Sarayan.
Hoofdstad: Lucknow
Districten:
Divisie Agra: Agra · Firozabad · Mainpuri · Mathura
Divisie Aligarh: Aligarh · Etah · Hathras · Kasganj
Divisie Ayodhya (Faizabad): Ambedkar Nagar · Amethi · Ayodhya (Faizabad) · Barabanki · Sultanpur
Divisie Azamgarh: Azamgarh · Ballia · Mau
Divisie Bareilly: Bareilly · Budaun · Pilibhit · Shahjahanpur
Divisie Basti: Basti · Sant Kabir Nagar · Siddharthnagar
Divisie Benares (Varanasi): Benares (Varanasi) · Chandauli · Ghazipur · Jaunpur
Divisie Chitrakoot: Banda · Chitrakoot · Hamirpur · Mahoba
Divisie Devipatan: Bahraich · Balrampur · Gonda · Shravasti
Divisie Gorakhpur: Deoria · Gorakhpur · Kushinagar · Maharajganj
Divisie Jhansi: Jalaun · Jhansi · Lalitpur
Divisie Kanpur: Auraiya · Etawah · Farrukhabad · Kannauj · Kanpur Dehat · Kanpur Nagar
Divisie Lucknow: Hardoi · Lakhimpur Kheri · Lucknow · Raebareli · Sitapur · Unnao
Divisie Meerut: Bagpat · Bulandshahr · Gautam Buddha Nagar · Ghaziabad · Hapur · Meerut
Divisie Mirzapur: Bhadohi · Mirzapur · Sonbhadra
Divisie Moradabad: Amroha · Bijnor · Moradabad · Rampur · Sambhal
Divisie Prayagraj (Allahabad): Fatehpur · Kaushambi · Pratapgarh · Prayagraj (Allahabad)
Divisie Saharanpur: Muzaffarnagar · Saharanpur · Shamli